# Ryszard Bugajski

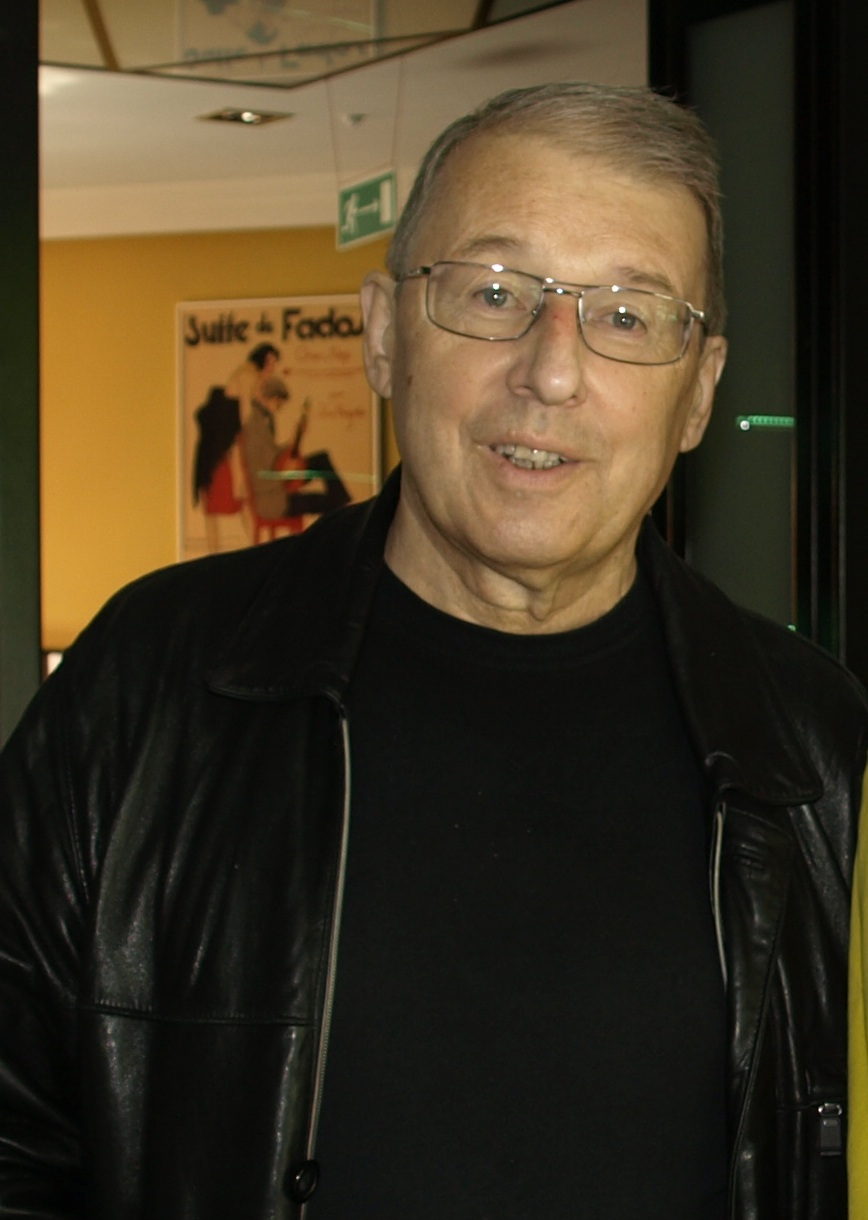
Ryszard Bugajski (2014)

Ryszard Bugajski (* 27. April 1943 in Warschau; † 7. Juni 2019 ebendort) war ein polnischer Filmregisseur.

## Leben
Ryszard Bugajski studierte zunächst an der Universität Warschau Philosophie und anschließend Filmregie an der Filmhochschule Łódź; dieses Studium schloss er 1973 ab. In den 1970er Jahren veröffentlichte er Prosaarbeiten in Zeitschriften und realisierte Filmprojekte für das polnische Fernsehen. 1980 erschien sein erster Kinofilm. Sein zweiter Film wurde zugleich sein bis heute berühmtestes Werk. Er verfilmte 1981/1982 die Geschichte einer Frau, die Anfang der 1950er Jahre in die Mühlen der stalinistischen Justiz gerät. Nach Fertigstellung des Films mit dem Titel Verhör einer Frau verließ Bugajski Polen und lebte fortan in Kanada. Der Film steht im unmittelbaren Zusammenhang der Auflösung des Filmstudios X von Andrzej Wajda. Bugajskis Film wurde verboten und erlebte erst am 13. Dezember 1989 seine Uraufführung. Die Uraufführung am Jahrestag der Erklärung des Kriegszustandes in Polen hatte nach der kurz zuvor erfolgten politischen Wende in Polen einen hohen symbolischen Wert. 1990 wurde der Film zu den Filmfestspielen von Cannes 1990 eingeladen. Hauptdarstellerin Krystyna Janda wurde neun Jahre nach den Dreharbeiten mit dem Darstellerpreis des Festivals ausgezeichnet.
Im Exil in Kanada versuchte Bugajski seine Karriere als Regisseur fortzusetzen. Dies geschah ohne größeren Erfolg. Er inszenierte einige Folgen verschiedener Fernsehserien für das kanadische Fernsehen. Seinen nächsten Kinofilm nach Verhör einer Frau drehte er erst 1991 in Kanada. 1995 kehrte Bugajski zu Dreharbeiten nach Polen zurück und lebte seitdem wieder in seinem Heimatland. Er arbeitete in Polen vor allem für das Fernsehen.
Bugajski starb im Juni 2019 im Alter von 76 Jahren.